# Winkler Ernő
Winkler Ernő (Újpest, 1894. január 20. – Mauthausen, 1944. július 10.) magyarországi zsidó rabbi, Nagykanizsa főrabbija 1919-től.

## Élete
Szülei Winkler Joákim és Rosenberg Paula. 1908 és 1918 között a budapesti Rabbiképző növendéke, közben egy évig a berlini Rabbiner-Seminar hallgatója volt. 1917-ben avatták bölcsészdoktorrá Budapesten, 1919-ben pedig rabbivá. Ezt követően nagykanizsai főrabbiként működött. Tevékeny részt vett a városi képvisel őtestületben és a nem felekezeti emberbaráti intézmények munkáiban is; ez utóbbi téren, mint a nagykanizsai Stefánia Szövetség ügyvezető elnöke vállalt hivatalt. Adalékok a zsidó eskü történetéhez címmel jelent meg egy könyve (Budapest, 1917). Cikkei a Magyar Zsidó Szemlében láttak napvilágot. Felesége Munkácsi Bernát leánya, Munkácsi Noémi költőnő volt, akivel 1923. december 6-án kötött házasságot Budapesten.